# El Superpare: l'era dels vikings
El Superpare: l'era dels vikings (títol original en danès, Far til fire og vikingerne) una pel·lícula danesa del 2020 dirigida per Martin Miehe-Renard. S'ha doblat i subtitulat al català.

## Repartiment
- Martin Brygmann com el pare
- Thomas Bo Larsen com l'oncle Anders
- Elton Rokahaim Møller com a Lille Per
- Naja Münster com a Olivia
- Laura Lavigné Bie-Olsen com a Mie
- Arthur Hjelmsø com a Ole
- Anders Lund Madsen com a Rune
- Signe Lindkvist com a Rie
- Mikkel Bay Mortensen com a Gorm
- Louise Rønhof Davidsen com a Lisa
- Klaus Søndergaard com a Træmanden